# 暗絲隆頭魚
暗絲隆頭魚，又稱暗絲鰭鸚鯛，為輻鰭魚綱鱸形目隆頭魚亞目隆頭魚科的其中一種，分布於太平洋區，從澳洲大堡礁至皮特凱恩群島海域，棲息深度3-40公尺，本魚身體在後半部是綠色，體中央顏色變化成暗藍綠色，眼眶後顏色為淡藍色至綠色，身體的下面四分之一淡紅色，眼眶後的頭部與身體的前面上半部有黑色的細斑點，吻黃綠色，體長可達13公分，棲息在珊瑚礁、潟湖，生活習性不明，可做為觀賞魚。

## 擴展閱讀
- 暗絲隆頭魚的图片[]